# Konungs skuggsjá
Konungs skuggsjá (pol. Lustro królów, łac. Speculum regale, bokmål Kongespeilet, nynorsk Kongsspegelen) – norweski tekst edukacyjny z roku ok. 1250 w języku staronordyjskim zajmujący się polityką i moralnością. Jego autorstwo jest przypisywane biskupowi Einarowi Gunnarssonowi Smjorbakowi.
Tekst ten był przeznaczony do nauczania przyszłego króla Norwegii Magnusa VI Prawodawcy przez ojca, króla Haakona IV Starego i ma formę dialogu między ojcem a synem. Jest to najstarszy zabytek literatury norweskiej i jednocześnie jeden z najważniejszych tekstów norweskiego średniowiecza.

## Forma i treść
Utwór składa się z 70 rozdziałów podzielonych na prolog i dwie główne części. Druga dzieli się wewnętrznie na dwie sekwencje – w pierwszej akcja toczy się na dworze królewskim, druga w sądzie królewskim. Język użyty w utworze jest uczony i elegancki. Utwór nie jest unikatowy w swej naturze: liczne „królewskie lustra” pojawiają się w wielu miejscach Europy, również w Szwecji pojawił się ok. 1330 utwór Konungastyrelsen.
Treścią są porady praktyczne i nauki moralne odnośnie do różnych dziedzin życia: handlu, władzy, rycerstwa, wiary, strategii i taktyki. Przybiera to formę porady:

Kupiec musi często wystawić swoje życie na ryzyko. Wtedy gdy jest na morzu, gdy jest w pogańskich krajach i prawie cały czas gdy znajduje się wśród obcych narodów. Dlatego kupiec musi zawsze zachowywać się dobrze, gdziekolwiek go rzuci los.